# Grevie kyrkby
Grevie kyrkby är kyrkbyn i Grevie socken i Skåne belägen cirka två kilometer söder om samhället Grevie. SCB avgränsade bebyggelsen till en del av tätorten Förslöv 2015 och 2018 och som en separat småort 2023.
Här ligger Grevie kyrka.